# Euxoa huebneroides
Euxoa huebneroides là một loài bướm đêm trong họ Noctuidae.